# Машинне навчання у фізиці
Машинне навчання у фізиці — застосування класичних методів машинного навчання для вивчення квантових систем. Є основою нової галузі досліджень фізики. Основним прикладом цього є квантова томографія, де квантовий стан стає відомим за допомогою вимірювання. Інші приклади включають вивчення гамільтоніанів, вивчення квантових фазових переходів і автоматичне створення нових квантових експериментів. Класичне машинне навчання є ефективним при обробці великих обсягів експериментальних або розрахункових даних з метою схарактеризувати невідому квантову систему, що робить його застосування корисним у таких контекстах, як квантова теорія інформації, розробка квантових технологій і дизайн обчислювальних матеріалів. У цьому контексті його можна використовувати, наприклад, як інструмент для інтерполяції попередньо розрахованих міжатомних потенціалів або безпосереднього вирішення рівняння Шредінгера за допомогою варіаційного методу.

## Застосування машинного навчання до фізики

### Зашумлені дані
Здатність експериментально контролювати та готувати дедалі складніші квантові системи тягне за собою зростаючу потребу перетворювати великі та зашумлені набори даних у значущу інформацію. Це проблема вже була широко вивчена в класичних умовах і тому багато існуючих методів машинного навчання можуть бути природним чином адаптовані для більш ефективного вирішення експериментально значущих проблем. Наприклад, байєсівські методи та концепції алгоритмічного навчання можуть бути продуктивно застосовані для вирішення квантової класифікації станів, Гамільтонівського навчання та характеристики невідомого унітарного перетворення. Інші проблеми, які було вирішено за допомогою цього підходу, наведено в наступному списку:
- Ідентифікація точної моделі динаміки квантової системи за допомогою реконструкції гамільтоніана[16][17][18];
- Витяг інформації про невідомі стани[19][20][21][12][22][1];
- Вивчення невідомих одиничних перетворень і вимірювань[14][15];
- Розробка квантових воріт із мереж кубітів з попарними взаємодіями, використовуючи залежні[23] або незалежні[24] від часу Гамільтоніани.
- Підвищення точності вилучення фізичних спостережуваних із зображень поглинання ультрахолодних атомів (виродженого газу Фермі) шляхом створення ідеальної системи відліку[25].

### Розраховані дані та дані без шуму
Квантове машинне навчання також може бути застосоване для значного прискорення передбачення квантових властивостей молекул і матеріалів. Це може бути корисним для обчислювального дизайну нових молекул або матеріалів. Деякі приклади включають
- Інтерполяцію міжатомних потенціалів[27];
- Визначення енергій молекулярної атомізації в просторі хімічних сполук[en][28];
- Точні поверхні потенційної енергії з обмеженими машинами Больцмана[29];
- Автоматичну генерацію нових квантових експериментів[6][7];
- Розв'язування статичного та залежного від часу рівняння Шредінгера багатьох тіл[11];
- Ідентифікацію фазових переходів за спектрами заплутаності[30];
- Створення адаптивних схем зворотного зв'язку для квантової метрології та квантової томографії[en][31][32].

### Варіаційні схеми
Варіаційні схеми — це сімейство алгоритмів, які використовують навчання на основі параметрів схеми та цільової функції. Варіаційні схеми, як правило, складаються з класичного пристрою, який передає вхідні параметри (випадкові чи попередньо навчені параметри) у квантовий пристрій разом із класичною функцією математичної оптимізації. Ці схеми дуже сильно залежать від архітектури запропонованого квантового пристрою, оскільки коригування параметрів регулюється виключно на основі класичних компонентів у пристрої. Хоча застосування є досить незрілим у сфері квантового машинного навчання, у варіаційних схем є досить непогані перспективи для більш ефективної генерації ефективних функцій оптимізації.

### Проблема зі знаком
Методи машинного навчання можна використовувати, щоб знайти кращий різновид інтеграції для інтегралів шляхів, щоб уникнути проблеми зі знаком.

### Гідродинаміка
Нейронні мережі, побудовані на основі фізичної інформації, використовувалися для вирішення диференціальних рівнянь із частинними похідними як у прямих, так і в обернених задачах на основі даних. Одним із прикладів є реконструкція потоку рідини, керована рівняннями Нав'є-Стокса. Використання нейронних мереж, побудованих на основі фізичної інформації, не потребує зазвичай затратної генерації сітки, на яку спираються звичайні методи обчислювальної гідродинаміки.

### Фізичні відкриття та передбачення

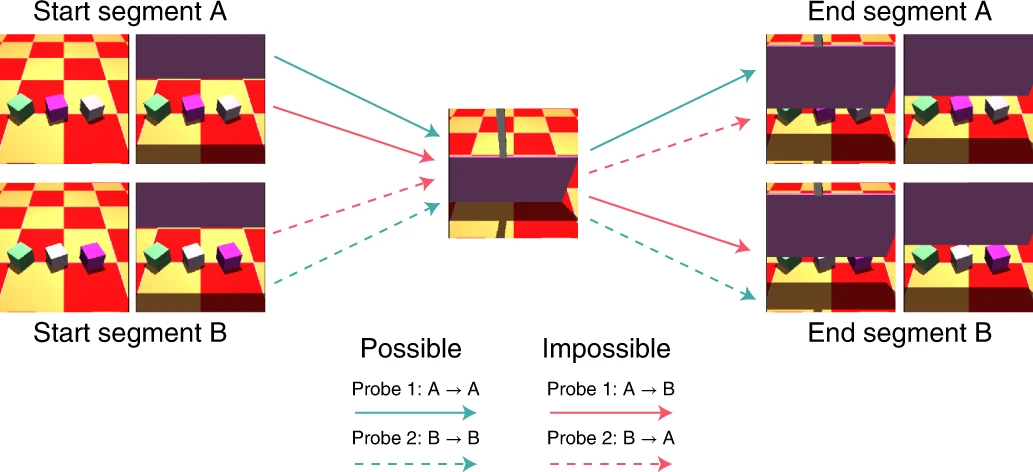
Ілюстрація того, як ШІ вивчає базову фундаментальну фізичну концепцію «незмінності»

Повідомлялося, що система глибокого навчання вивчає інтуїтивну фізику з візуальних даних (віртуального 3D-середовища) на основі неопублікованого підходу, натхненного дослідженнями візуального пізнання у немовлят. Інші дослідники розробили алгоритм машинного навчання, який може виявити набори основних змінних різних фізичних систем і передбачити майбутню динаміку систем на основі відеозаписів їх поведінки. У майбутньому це може бути використано для автоматизації відкриття фізичних законів складних систем. Окрім відкриттів і передбачень, тип вивчення фундаментальних аспектів фізичного світу за принципом «чистого аркуша» може мати й інші застосування, такі як покращення адаптивного та загального штучного інтелекту[джерело?]. Зокрема, попередні моделі машинного навчання були «вузькоспеціалізованими та не мали загального розуміння світу».